# Jack N. Green
Jack N. Green est un directeur de la photographie américain né le 18 novembre 1946 à San Francisco.
Il est le collaborateur récurrent de Clint Eastwood sur ses films.

## Filmographie

### Télévision
- 1997 : Eastwood on Eastwood (TV) de Richard Schickel

### Cinéma
- 1986 : Le Maître de guerre (Heartbreak Ridge) de Clint Eastwood
- 1987 : Mon Père c'est moi (Like Father Like Son) de Rod Daniel
- 1988 : Bird de Clint Eastwood
- 1988 : La Dernière cible (The Dead Pool) de Buddy Van Horn
- 1989 : Pink Cadillac de Buddy Van Horn
- 1989 : Race for Glory de Rocky Lang
- 1990 : Chasseur blanc, cœur noir (White Hunter Black Heart) de Clint Eastwood
- 1990 : La Relève (The Rookie) de Clint Eastwood
- 1991 : Trahie (Deceived) de Damian Harris
- 1992 : Love Crimes de Lizzie Borden
- 1992 : Impitoyable (Unforgiven) de Clint Eastwood
- 1993 : La Star de Chicago (Rookie of the Year) de Daniel Stern
- 1993 : Un monde parfait (A Perfect World) de Clint Eastwood
- 1994 : Descente à Paradise (Trapped in Paradise) de George Gallo
- 1995 : Duo mortel (Bad Company) de Damian Harris
- 1995 : Sur la route de Madison (The Bridges of Madison County) de Clint Eastwood
- 1995 : Traque sur Internet (The Net) de Irwin Winkler
- 1995 : Au secours petit panda (The Amazing Panda Adventure) de Christopher Cain
- 1996 : Twister de Jan de Bont
- 1997 : Les Truands (Traveller)
- 1997 : Les Pleins Pouvoirs (Absolute Power) de Clint Eastwood
- 1997 : Speed 2 : Cap sur le danger (Speed 2: Cruise Control) de Jan de Bont
- 1997 : Minuit dans le jardin du bien et du mal (Midnight in the Garden of Good and Evil) de Clint Eastwood
- 1999 : Jugé coupable (True Crime) de Clint Eastwood
- 1999 : Une vie volée (Girl, Interrupted) de James Mangold
- 2000 : Space Cowboys de Clint Eastwood
- 2001 : Golden Dreams de Agnieszka Holland

- 2001 : Pretty When You Cry de Jack N. Green
- 2003 : Un homme à part (A Man Apart) de F. Gary Gray
- 2003 : Le Secret des frères McCann (Secondhand Lions) de Tim McCanlies
- 2004 : Amour et amnésie (50 First Dates) de Peter Segal
- 2004 : Dans les cordes (Against the Ropes) de Charles S. Dutton
- 2005 : 40 ans, toujours puceau (The 40 Year Old Virgin) de Judd Apatow
- 2005 : Serenity de Joss Whedon
- 2007 : Quand est-ce qu'on arrête? (Are We Done Yet?) de Steve Carr
- 2008 : My Best Friend's Girl de Howard Deutch
- 2014 : Le Chaos (Left Behind) de Vic Armstrong
- 2014 : Les Lettres de Mère Teresa (The Letters) de William Riead